# Flumequine
Flumequine  là một loại kháng sinh tổng hợp fluoroquinolone  được sử dụng để điều trị nhiễm khuẩn. Đây là một chất kháng khuẩn fluoroquinolone thế hệ đầu tiên đã được loại bỏ khỏi sử dụng lâm sàng và không còn được bán trên thị trường. Thuốc giết chết vi khuẩn bằng cách can thiệp vào các enzym khiến DNA bị giãn và nhân đôi. Flumequine đã được sử dụng trong thú y để điều trị nhiễm trùng đường ruột (tất cả các bệnh nhiễm trùng đường ruột), cũng như để điều trị gia súc, lợn, gà và cá, nhưng chỉ hạn chế ở một số nước. Thuốc đôi khi được sử dụng ở Pháp (và một số quốc gia châu Âu khác) để điều trị nhiễm trùng đường tiết niệu dưới tên biệt dược Apurone. Tuy nhiên, đây là một chỉ định hạn chế  vì chỉ đạt được mức huyết thanh tối thiểu.

## Lịch sử
Quinolone đầu tiên được sử dụng là axit nalidixic (được bán trên thị trường ở nhiều quốc gia dưới tên Negram), sau đó là fluoroquinolone flumequine. Các tác nhân fluoroquinolone thế hệ đầu tiên, như flumequine, có sự phân phối kém vào các mô cơ thể và hoạt động hạn chế. Vì vậy, chúng được sử dụng chủ yếu để điều trị nhiễm trùng đường tiết niệu. Flumequine (benzo quinolizine) được cấp bằng sáng chế đầu tiên vào năm 1973, (Bằng sáng chế của Đức) bởi Rikker Labs. Flumequine là một hợp chất chống vi khuẩn đã biết được mô tả và tuyên bố tại US Pat. No 3.896.131 (Ví dụ 3), ngày 22 tháng 7 năm 1975. Flumequine là hợp chất quinolone đầu tiên có nguyên tử flo ở vị trí C6 của cấu trúc phân tử cơ bản quinolone có liên quan. Mặc dù đây là fluoroquinolone đầu tiên, nhưng nó thường bị bỏ qua khi phân loại các loại thuốc trong nhóm này theo các thế hệ và loại ra khỏi danh sách.
Mặc dù được sử dụng thường xuyên để điều trị động vật trang trại và vật nuôi trong gia đình, flumequine cũng được sử dụng để điều trị nhiễm trùng đường tiết niệu ở người. Flumequine, được sử dụng tạm thời điều trị nhiễm trùng tiết niệu  cho đến khi có báo cáo độc tính ở mắt, cũng như tổn thương gan  và sốc phản vệ.
Năm 2008, Cơ quan Quản lý Thực phẩm và Dược phẩm Hoa Kỳ (FDA) đã yêu cầu tất cả các gói thuốc quinolone/fluoroquinolone đi kèm Cảnh báo Hộp đen liên quan đến nguy cơ vỡ gân tự phát, trong đó có bao gồm flumequine. FDA cũng yêu cầu các nhà sản xuất gửi Thư Bác sĩ về cảnh báo mới này. Các vấn đề gân như vậy cũng đã được liên kết với flumequine.

## Dư lượng thuốc
Việc sử dụng flumequine trong động vật thực phẩm đã gây ra cuộc tranh luận đáng kể. Dư lượng đáng kể và có hại của quinolone đã được tìm thấy ở động vật được điều trị bằng quinolone và sau đó được giết mổ và bán làm thực phẩm. Đã có mối quan tâm đáng kể về lượng dư lượng flumequine được tìm thấy trong động vật thực phẩm như cá, gia cầm và gia súc. Năm 2003, Ủy ban FAO/WHO về Phụ gia thực phẩm (JECFA) đã rút các giới hạn dư lượng tối đa (MRL) đối với flumequine và carbadox dựa trên bằng chứng cho thấy cả hai đều là chất gây ung thư di truyền trực tiếp, do đó Ủy ban không thể thiết lập một lượng hàng ngày chấp nhận được (ADI) cho con người tiếp xúc với dư lượng này. Sau đó, vào năm 2006, JEFCA, đã thiết lập lại ADI sau khi nhận được bằng chứng thích hợp và MRL được chỉ định lại. Vai trò của JECFA là đánh giá độc tính, hóa học dư lượng và thông tin liên quan và đưa ra khuyến nghị về mức độ chấp nhận hàng ngày (ADI) và giới hạn dư lượng tối đa (MRL). Tại phiên họp thứ 16, được tổ chức vào tháng 5 năm 2006, Ủy ban về Dư lượng Thuốc Thú y trong Thực phẩm (CCRVDF) đã yêu cầu thông tin về việc sử dụng flumequine đã đăng ký. Vì CCRVDF không nhận được bất kỳ thông tin nào liên quan đến việc sử dụng flumequine đã đăng ký mà họ đã yêu cầu, các thành viên ủy ban đã đồng ý ngừng cho flumequine trong tôm.

## Khả dụng
Sử dụng thú y:
- Dung dịch; Uống; 20% (chỉ theo toa)
- Dung dịch; Uống; 10% (chỉ theo toa)

Sử dụng ở người:
- Viên nén; Uống; Flumequine 400 mg (ngưng)

## Phương thức tác động
Ciprofloxacin là một loại kháng sinh phổ rộng có hoạt tính chống cả vi khuẩn Gram dương và Gram âm. Nó hoạt động bằng cách ức chế DNA gyrase, một loại topoisomerase loại II và enzyme topoisomerase IV, cần thiết để tách DNA của vi khuẩn, do đó ức chế sự phân chia tế bào.
Cơ chế này cũng có thể ảnh hưởng đến sự nhân lên của tế bào động vật có vú. Đặc biệt, một số đồng loại thuộc họ thuốc này (ví dụ như những chất có chứa C-8 flo), thấy hoạt động cao không chỉ chống lại các topoisomera của vi khuẩn, mà còn chống lại các topoisomera của eukaryote và gây độc cho tế bào động vật có vú và trong khối u vivo mô hình.
Mặc dù quinolone rất độc đối với các tế bào động vật có vú trong nuôi cấy, cơ chế hoạt động gây độc tế bào của nó không được biết đến. Quinolone gây ra thiệt hại DNA được báo cáo lần đầu tiên vào năm 1986 (Hussy et al.).
Các nghiên cứu gần đây đã chứng minh mối tương quan giữa độc tế bào tế bào động vật có vú của quinolone và sự khởi phát của micronuclei.
Như vậy, một số fluoroquinolone có thể gây tổn thương cho nhiễm sắc thể của các tế bào nhân thực.
Vẫn còn nhiều tranh cãi về việc liệu tổn thương DNA này có được coi là một trong những cơ chế hoạt động liên quan đến các phản ứng bất lợi nghiêm trọng của một số bệnh nhân sau khi điều trị bằng fluoroquinolone hay không.

## Phản ứng phụ
Flumequine có liên quan đến độc tính mắt nghiêm trọng, loại trừ sử dụng ở bệnh nhân người. toán do thuốc (sỏi thận) cũng có liên quan đến liệu pháp này. Sốc phản vệ gây ra bởi liệu pháp flumequine cũng có liên quan đến việc sử dụng thuốc. Phản ứng phản vệ như sốc, nổi mề đay và phù Quincke đã được báo cáo thường xuất hiện trong vòng hai giờ sau khi uống viên thuốc đầu tiên. Có 18 báo cáo được liệt kê trong hồ sơ của WHO vào năm 1996. Như với tất cả các loại thuốc trong nhóm này, liệu pháp flumequine có thể dẫn đến các phản ứng nghiêm trọng của hệ thần kinh trung ương (CNS), nhiễm độc quang dẫn đến da phản ứng như ban đỏ, ngứa, nổi mề đay và phát ban nghiêm trọng, rối loạn tiêu hóa và thần kinh.

## Tương tác thuốc
Flumequine đã được tìm thấy không có tác dụng trên dược động học theophylline.

## Hóa học
Flumequine là một axit 9-fluoro-6,7-dihydro-5-methyl-1-oxo-1H, 5H-benzo [ij] quinolizine-2-carboxylic. Công thức phân tử là C14H12FNO3. Nó là một loại bột trắng, không mùi, không hương vị, không hòa tan trong nước nhưng hòa tan trong dung môi hữu cơ.

## Dược động học
Flumequine được coi là hấp thu tốt và được bài tiết qua nước tiểu và phân dưới dạng liên hợp glucuronide của thuốc mẹ và 7-hydroxyflumequine. Nó được loại bỏ trong vòng 168 giờ sau khi dùng thuốc. Tuy nhiên, các nghiên cứu liên quan đến gan bê cho thấy dư lượng không xác định bổ sung, trong đó một chất chuyển hóa mới, ml, đại diện cho chất chuyển hóa duy nhất chính 24 giờ sau liều cuối cùng và tại tất cả các thời điểm tiếp theo. Các chất chuyển hóa ml, không có hoạt tính kháng khuẩn, đã có mặt trong cả hai phần tự do và protein. Dư lượng chính được tìm thấy trong các mô ăn được của cừu, lợn và gà là thuốc mẹ cùng với một lượng nhỏ chất chuyển hóa 7-hydroxy. Dư lượng phát hiện duy nhất trong cá hồi là thuốc mẹ.